# Thamnaconus arenaceus
Thamnaconus arenaceus är en fiskart som först beskrevs av Barnard 1927.  Thamnaconus arenaceus ingår i släktet Thamnaconus och familjen filfiskar. Inga underarter finns listade i Catalogue of Life.